# جامعة هيروشيما
جامعة هيروشيما (باليابانية: 広島大学، بالروماجي: Hiroshima Daigaku) هي جامعة حكومية يابانية تقع في مدينة هيغاشيهيروشيما ضمن محافظة هيروشيما في اليابان، أسست سنة 1929 ثم تحولت إلى جامعة عام 1949 بعد تجديد نظام التعليم بدمج عدد من المعاهد التعليمية الحكومية في المحافظة.

## التاريخ
بناءً على قانون إنشاء المدارس الحكومية بعد الحرب العالمية الثانية تم تحديث النظام التعليمي بالكامل وأعيد تنظيم كافة مؤسسات التعليم العالي الموجودة في ظل نظام ما قبل الحرب، وكقاعدة عامة تم تأسيس جامعة حكومية واحدة في كل محافظة من محافظات اليابان، وخلال هذا تأسست جامعة هيروشيما الحكومية في 31 مايو 1945 بجمع عدة مؤسسات للتعليم العالي موجودة فعلًا في محافظة هيروشيما.
تم دمج 8 معاهد تحت مسمى جامعة هيروشيما في ظل النظام التعليمي الجديد وهي:
- جامعة هيروشيما للأدب والعلوم (広島文理科大学؟، Hiroshima Bunrika Daigaku)
- معهد هيروشيما لمعلمي الثانوية (広島高等師範学校؟، Hiroshima Kōtō Shihan Gakkō)
- معهد هيروشيما لمعلمات الثانوية (広島女子高等師範学校؟، Hiroshima Joshi Kōtō Shihan Gakkō)
- مدرسة هيروشيما العليا (広島高等学校؟، Hiroshima Kōtō Gakkō)
- مدرسة هيروشيما للمعلمين (広島師範学校؟، Hiroshima Shihan Gakkō)
- معهد هيروشيما لمعلمي الناشئة (広島青年師範学校؟، Hiroshima Seinen Shihan Gakkō)
- معهد هيروشيما للتخصصات الصناعية (التقنية) (広島高等工業学校 / 広島工業専門学校؟، Hiroshima Kōtō Kōgyō Gakkō / Hiroshima Kōgyō Senmon Gakkō)
- مدرسة هيروشيما البلدي الصناعي (広島市立工業専門学校؟، Hiroshima Shiritsu Kōgyō Senmon Gakkō)

وبين عامي 1953-1956 إلتحقت كلية طب هيروشيما إلى الجامعة.
بعض هذه المعاهد ذو شهرة ملحوظة مثلا معهد هيروشيما لمعلمي الثانوية الذي تأسس سنة 1902 عُرف بمكانته المرموقة كأحد مركزين لتدريب معلمي الدراسة المتوسطة في عموم اليابان، جامعة هيروشيما للأدب والعلوم التي أستحدثت عام 1929 كجامعة حكومية مع مدرسة هيروشيما للتعليم الثانوي تتمتع أيضًا بالشهرة، جامعة هيروشيما التي تشكلت حديثًا من هذين المعهدين بشكل أساسي مع 3 معاهد تدريب (قديمة النظام) حافظت على سمعتها الجيدة بين الجامعات والكليات في اليابان.
معهد هيروشيما للتخصصات الصناعية قدم أيضًا الكثير من الخريجين للعمل في مجال الصناعات ليتحول لاحقًا إلى الكلية التقنية عام 1944، مدرسة هيروشيما العليا المبنية عام 1923 قبل الحرب العالمة كإحدى المدارس العليا المرموقة لطلاب الطبقة الإمبراطورية والحكومية وبعد تضررها في انفجار القنبلة النووية التي ألقيت على هيروشيما عام 1945 أعيد بناؤها ودمجها ضمن حرم جامعة هيروشيما الجديدة، ثم أنشئت معاهد دراسات عليا في عام 1953.

بعد الإنتهاء من إعادة الإعمار الحرم المتضرر بدأ البحث عن حرم جامعي أكبر لإستيعاب توسع الجامعة ليتم تحديد منطقة هيغاشيهيروشيما عام 1972 ثم إنتقلت الجامعة من مدينة هيروشيما إلى هيغاشيهيروشيما بين عامي 1982 و1995 مع إبقاء حرمين في مدينة هيروشيما يتكونان من (كلية الطب، كلية طب الأسنان، كلية علوم الصيدلة وما يتبعها من معاهد دراسات عليا في حرم كاسومي) و(كلية الحقوق ومركز أبحاث النظام الإقتصادي الإقليمي في حرم هيغاشي سيندا).

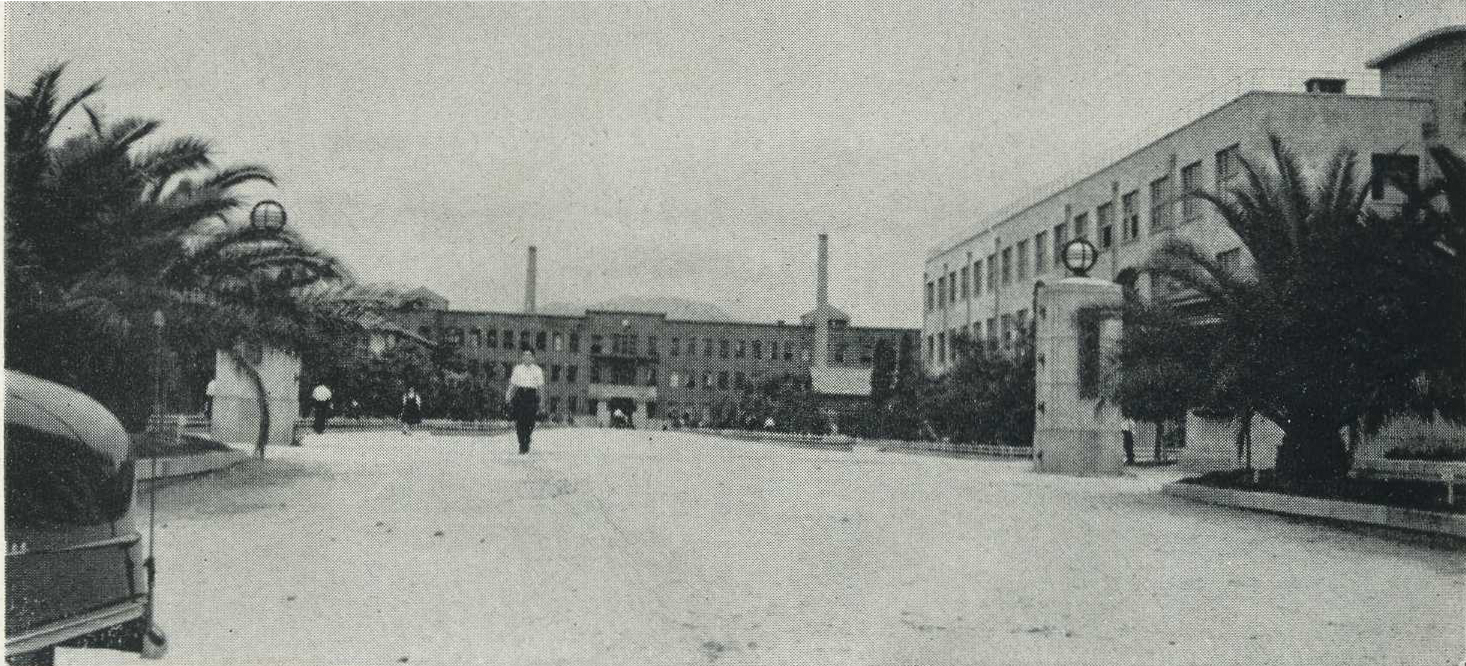
جامعة هيروشيما عام 1955.
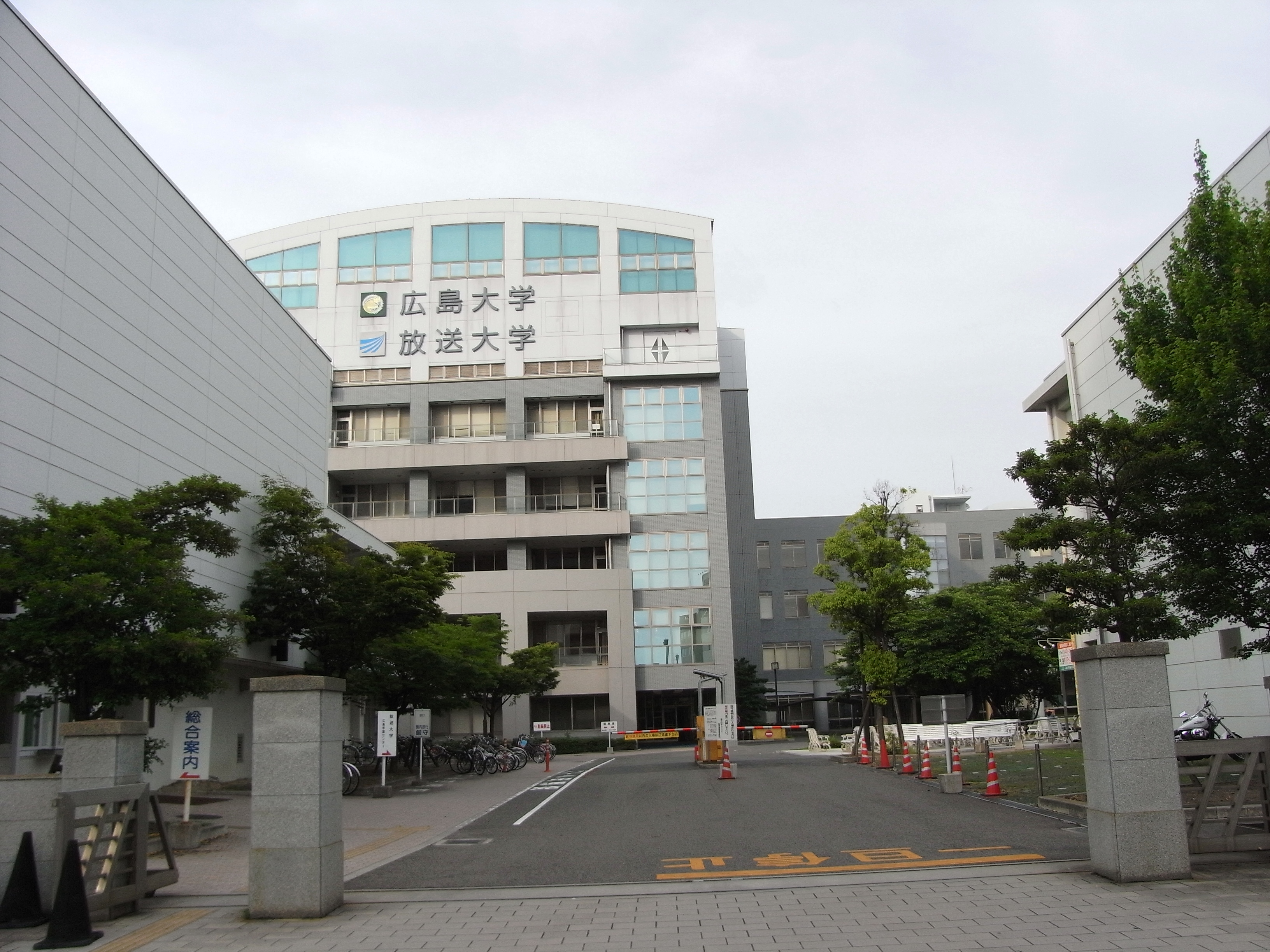
جامعة هيروشيما حرم سيندا.
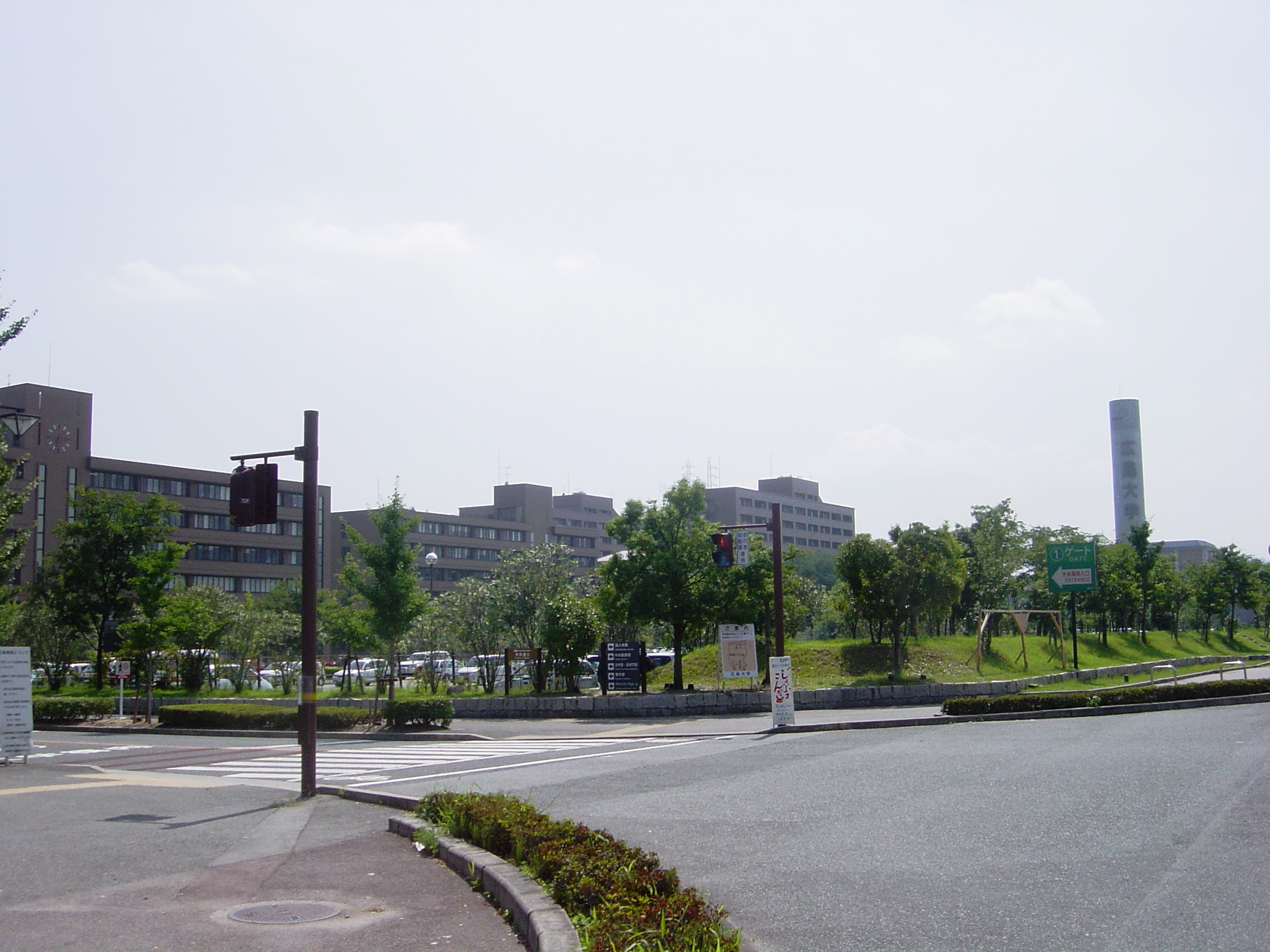
جامعة هيروشيما حرم هيغاشيهيروشيما.
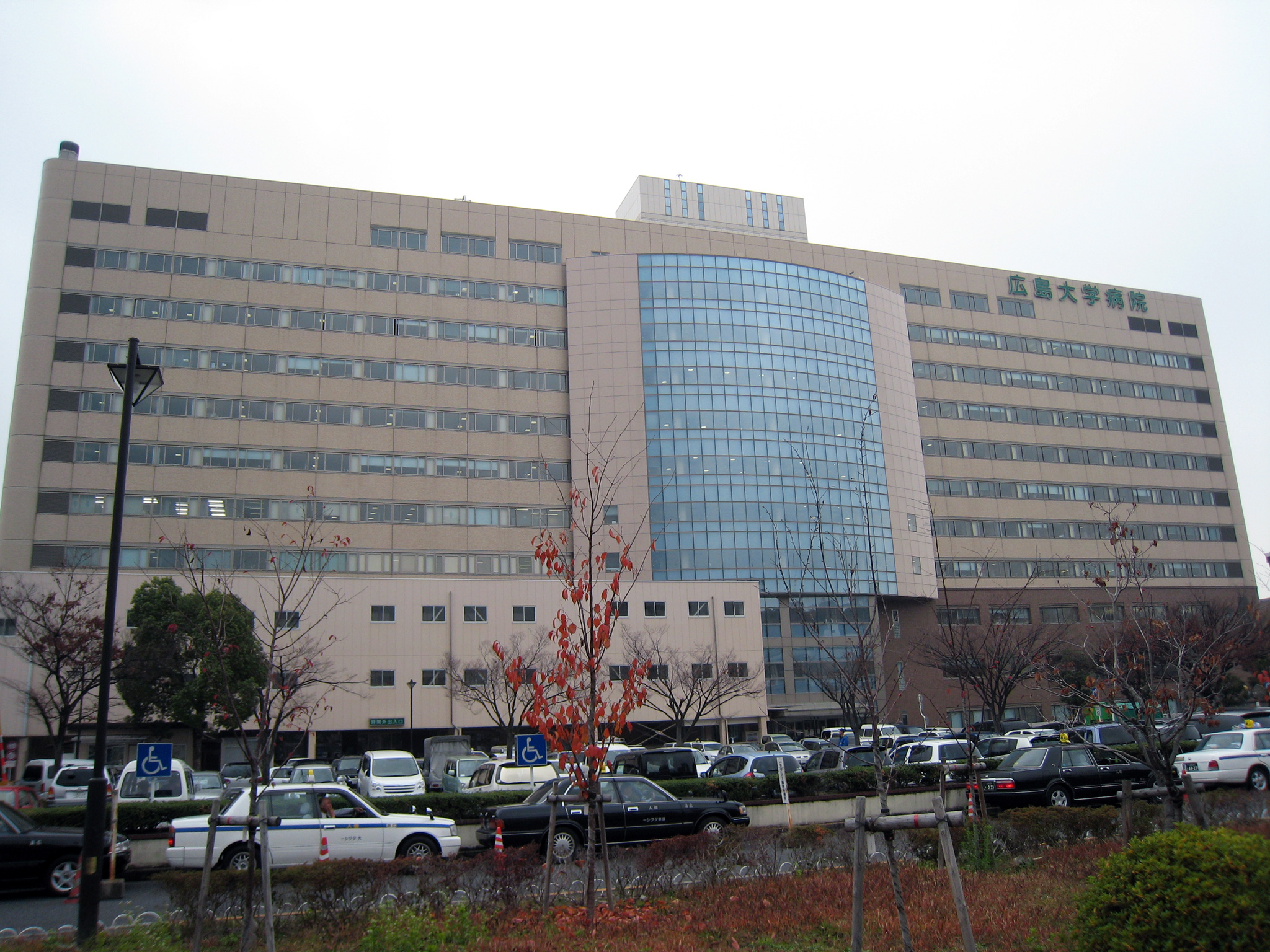
مستشفى جامعة هيروشيما.
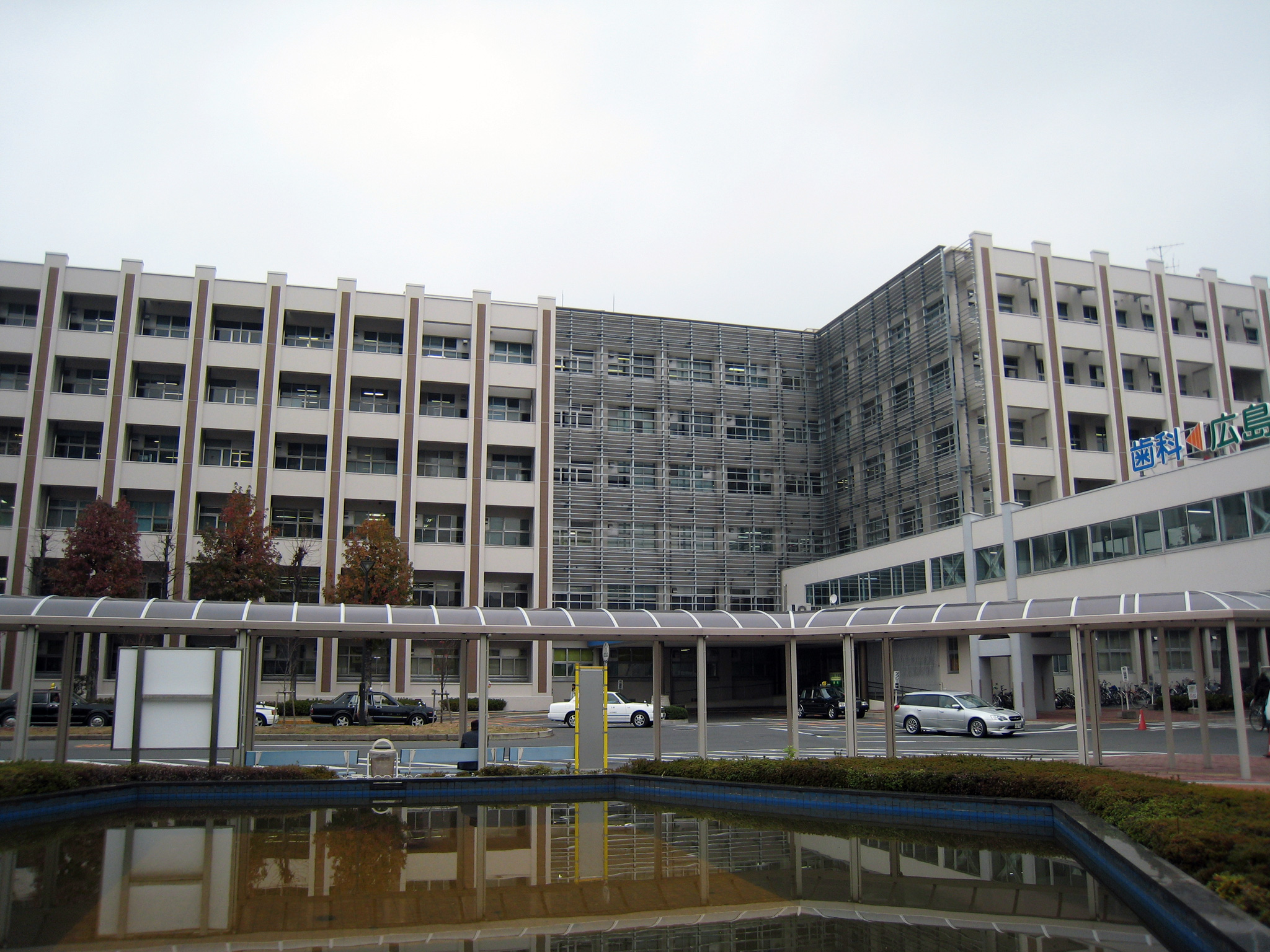
مستشفى طب الأسنان في جامعة هيروشيما.
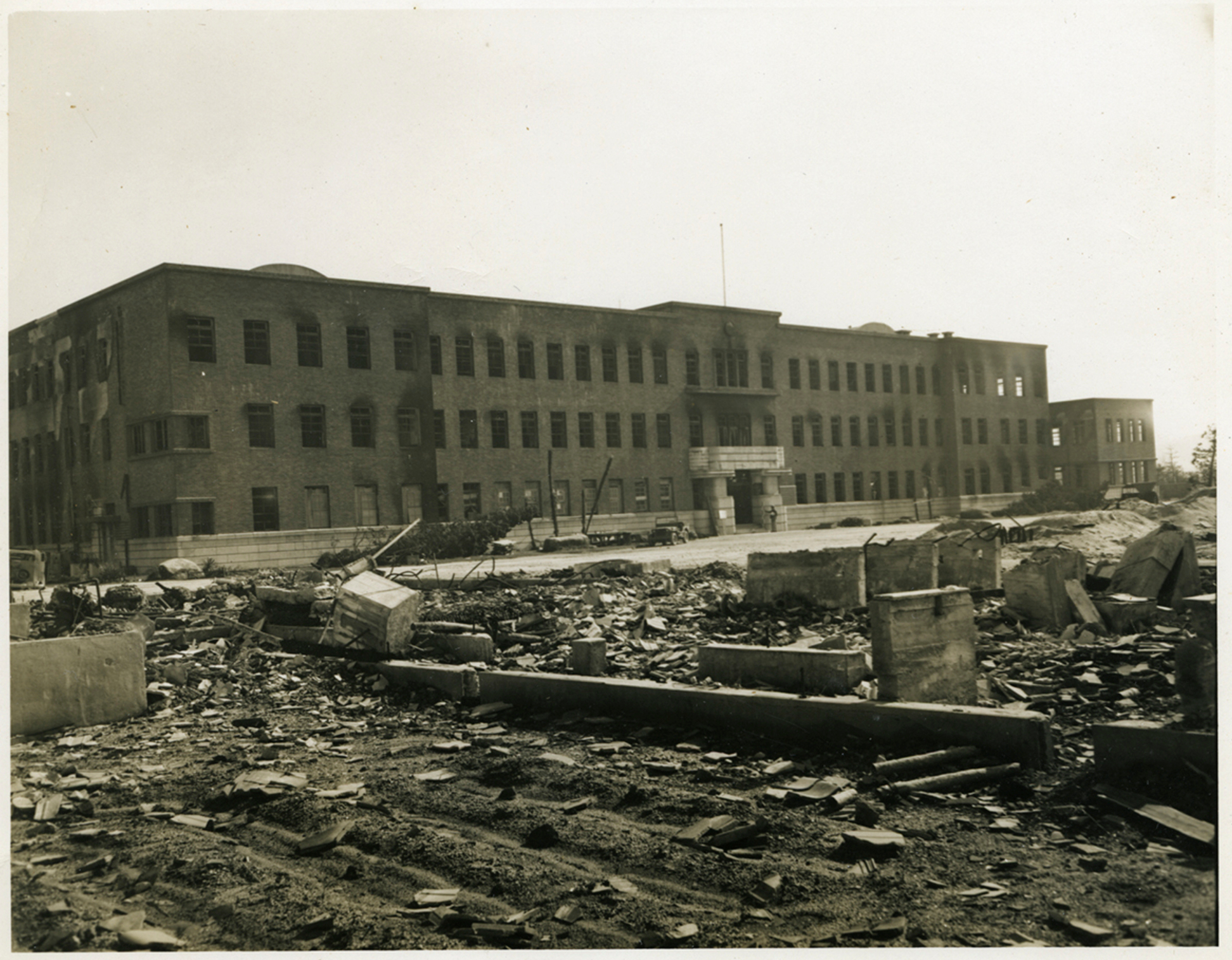
أطلال جامعة هيروشيما للأدب والعلوم بعد الحرب العالمية الثانية.
صورة من داخل متحف جامعة هيروشيما.

## الكليات والمعاهد العليا

### الكليات
- كلية القانون
- كلية الاقتصاد
- كلية الآداب
- كلية التربية
- كلية الفنون المتكاملة والعلوم
- كلية الهندسة
- كلية الطب
- كلية طب الأسنان
- كلية علوم الصيدلة
- كلية علم الأحياء التطبيقي

### معاهد ومدارس الدراسات العليا
- معهد العلوم المتقدمة للمادة
- معهد الأحياء الطبية وعلوم الصحة
- معهد علوم المحيط الحيوي
- معهد التربية والتعليم
- معهد الهندسة
- معهد الفنون المتكاملة وعلومها
- معهد التنمية والتعاون الدولي
- معهد الآداب
- معهد العلوم
- معهد العلوم الإجتماعية
- مدرسة القانون العليا

## المراكز البحثية
- حديقة نباتات مياجيما الطبيعية [الإنجليزية]
- معهد أبحاث الإشعاع الحيوي والطبي
- معهد علوم السلام
- معهد بحوث التعليم العالي

## الحرم الجامعي
- حرم هيغاشي-هيروشيما، كاغامي ياباما، هيغاشيهيروشيما.
- حرم كاسومي، 1-2-3، كاسومي، مينامي-كو، هيروشيما.
- حرم هيغاشي-سيندا، 1-1-89، بلدة هيغاشي سيندا، ناكا-كو، هيروشيما.

## أبرز الخريجون

### في السياسة
- واتارو كوبو (ملاحظة 1) - عضو البرلمان الوطني، نائب رئيس الوزراء، وزير المالية.
- أوسامو فوجيمورا - عضو البرلمان الوطني، أمين مجلس الوزراء العام، وزير الدولة.
- يوشينوبو أوهيرا - عضو في البرلمان الوطني.
- تشوبيو يارا (ملاحظة 2) - الرئيس التنفيذي لحكومة جزر ريوكيو [الإنجليزية]، وحاكم محافظة أوكيناوا.
- يورا حليم [الإنجليزية] (ملاحظة 1) - رئيس الوزراء (مينتي بيسار) بروناي وسفير بروناي لدى اليابان.

### في الأعمال
- تاكيشي تاكيتسورو (ملاحظة 3) - رئيس شركة نيكا لتقطير الخمر [الإنجليزية].

### أكاديميًا
- كونيوشي أوبارا (ملاحظة 2) - خبير تربوي، ومصلح تعليمي، ومؤسس مدرسة تاماغاوا غاكوين [الإنجليزية] وجامعة تاماغاوا [الإنجليزية].
- شينتارو أودا (ملاحظة 2) - مهندس، أستاذ فخري بجامعة توهوكو، حاصل على جائزة اليابان الأكاديمية.
- يوشيو كويدي (ملاحظة 2) - عالم فيزياء نظرية، أستاذ فخري بجامعة شيزوكا.
- تسوتومو ياناغيدا [الإنجليزية] - عالم فيزياء، أستاذ فخري بجامعة طوكيو، حاصل على جائزة هومبولت، جائزة نيشينا التذكارية.
- تومويوكي نيشيتا - مهندس، أستاذ فخري بجامعة طوكيو، جائزة ستيفن أ. كونز.
- أكينوري نوما - علماء فيزيولوجيا وأستاذ فخري بجامعة كيوتو.
- كاتسويا كوداما [الإنجليزية] - عالم اجتماع وباحث في السلام، نائب رئيس المجلس الدولي للعلوم الإجتماعية [الإنجليزية] التابع لليونسكو.
- تسوجو هونغو (ملاحظة 1) - عالم فطريات، أستاذ فخري بجامعة شيغا.
- أكيرا مياواكي (ملاحظة 1) - عالم نبات، أستاذ فخري بجامعة يوكوهاما الوطنية، حاصل على جائزة الكوكب الأزرق.
- ماكوتو نيشيمورا - عالم أحياء.
- شيجيرو ناكاياما (ملاحظة 4) - مؤرخ العلوم، أستاذ فخري بجامعة كاناغاوا.
- كازويوشي كينو (ملاحظة 4) - عالم بوذي.

### في الثقافة
- هيروكو أويامادا [الإنجليزية] - مؤلفة روائية، حاصلة على جائزة أكوتاغاوا.
- فوميو كونو [الإنجليزية] (ملاحظة 5) - رسامة مانغا.
- كوهيه كياسو - ممثل صوت، ممثل، كاتب سيناريو.
- أكيرا ساكاتا - عازف موسيقى الجاز الحر.
- كنزو تانغيه (ملاحظة 4) - مهندس معماري، حاصل على جائزة بريتزكر للهندسة المعمارية، وجائزة المعهد الأمريكي للمهندسين المعماريين الذهبية، جائزة الثقافة العالمية في ذكرى صاحب السمو الإمبراطوري الأمير تاكاماتسو [الإنجليزية]، وسام جوقة الشرف، وسام الثقافة.
- هيرويوكي أغاوا (ملاحظة 4) - روائي وناقد أدبي، حاصل على جائزة كيكوتشي كان [الإنجليزية]، جائزة نوما الأدبية [الإنجليزية]، جائزة ماينيتشي للنشر الثقافي [الإنجليزية]، جائزة يوميوري [الإنجليزية] للأدب، جائزة أكاديمية الفنون اليابانية والجائزة الإمبراطورية لأكاديمية الفنون اليابانية، شخصية الإستحقاق الثقافي [الإنجليزية]، وسام الثقافة.
- توشيوكي كاجياما (ملاحظة 2) - مؤلف روائي وصحفي.

### آخرون
- سوناو تسوبوي (ملاحظة 3) - ناشط مناهض للحرب والأسلحة النووية.

## طالع أيضًا
- جامعة غاكوشوين
- التعليم العالي في اليابان
- جامعة طوكيو

## روابط خارجية
- الموقع الرسمي لجامعة هيروشيما